# Kike Barja
Pour les articles homonymes, voir Barja.
Enrique Barja Afonso, né le 4 avril 1997 à Noáin (Espagne), est un footballeur espagnol évoluant au poste d'ailier au CA Osasuna.

## Biographie
Il joue son premier match en Liga le 20 mai 2017, lors d'un déplacement sur la pelouse du FC Séville, à l'occasion de la dernière journée de championnat (défaite 5-0). Il inscrit son premier but en pro le 7 janvier 2018, lors de la réception du Real Valladolid, dans le cadre de la 21e journée du championnat de deuxième division (victoire 4-2).

## Palmarès
CA Osasuna
- Segunda División
  - 2019